# Primera guerra civil centroafricana
La primera guerra civil centroafricana empezó con la rebelión del UFDR, liderado por Michel Detodia, después de la llegada al poder del presidente François Bozizé en 2003. Sin embargo, el conflicto  se generalizó al año siguiente. El conflicto interno, que ha tenido su continuación en la segunda guerra civil centroafricana iniciada en 2012, está muy relacionado al de Darfur, en su vecino Sudán. 
La UFDR cuenta con tres grupos aliados: el GAPLC, el MLCJ y el FDC. En abril de 2007 se firmó un acuerdo de paz.

## Conflicto
El 28 de mayo de 2001, una facción de 600 militares, probablemente encabezados por el expresidente André Kolingba, 
intentó un golpe de Estado contra el presidente Ange-Félix Patassé, la intentona fracasó y tras semanas de lucha el 7 de junio las fuerzas del gobierno (estimadas en más de cuatro mil hombres) junto al apoyo de tropas libias recuperaron el control de la capital, capturando a la mayoría de los golpistas. El 26 de octubre Patassé ordenó al comandante de sus fuerzas armadas, el entonces general Bozize renunciar produciendo enfrentamientos entre partidarios de ambos, viéndose Bozize obligado a escapar a Chad. En agosto de 2002 se reiniciaron los combates entre ambos bandos en la frontera chadiana, el apoyo a Patassé fue cada vez menor, de los 3.500 soldados que tenía a inicios del año unos mil desertaron y formaron el ejército rebelde. En octubre las fuerzas de Bozize tomaron la mayoría de Bangui hasta ser rechazadas por las tropas leales al gobierno apoyadas por libios y milicianos del FLC de Jean-Pierre Bemba, sin embargo, Bozize se impuso y el 15 de marzo de 2003 acompañado de unos mil hombres tomo la capital y se declaró presidente.
En noviembre de 2004, por lo menos 20 personas murieron en una redada en la remota ciudad de Birao, en el noreste de la República Centroafricana. Las guerrillas rebeldes continuaron hasta finales del 2006 cuando lograron reunir fuerzas suficientes como para intentar derrocar al gobierno.
Miles de rebeldes marcharon en la capital del país, Bangui, el 8 de noviembre de 2006 enfrentándose a las tropas del gobierno. Durante los combates unos veinte soldados y tres rebeldes murieron. También se confirmó que rebeldes tomaron Birao y se apoderaron de vehículos blindados y un avión cargado de armas.
El 13 de noviembre los rebeldes tomaron Sam-Ouandja, al norte del país y tres días después Ouadda, antes de su caída unos cinco a diez mil de sus veinte mil habitantes huyeron a las vecinas Bamabari y Bangui, temiendo ser masacrados. Tras esto el UFDR lanzó ataques a Bria y Ndele sin conseguir tomarlas. En diciembre tropas de Chad atacaron el pueblo de Bémal, cerca de Bétoko, atacando a sus residentes y robando su ganado y posesiones.
El 13 de abril los rebeldes y el gobierno firmaron un acuerdo de paz en Birao. Se concedió la anmistía a los combatientes rebeldes, muchos de ellos integrados al ejército y la formación de dichos grupos opositores como partidos políticos.

## Consecuencias
Según datos de Human Rights Watch (HRW), cientos de civiles fueron asesinados, más de 10 000 casas fueron incendiadas y 212.000 personas resultaron desplazadas, principalmente en el norte del país.
En adelante las negociaciones resultaron en un acuerdo en 2008 para la reconciliación, un gobierno de unidad, y las elecciones locales en 2009 y las elecciones parlamentarias y presidenciales en 2010; el nuevo gobierno se formó en enero de 2009.